# René Beuker
René Beuker (Bussum, 15 mei 1965) is een voormalig Nederlands profwielrenner in de periode 1986-1992. Hij reed in 1988 en 1989 de Tour de France.

## Wielerloopbaan
Na het winnen van de Ronde van Limburg in 1985 kreeg René Beuker een profcontract en debuteerde hij op 20-jarige leeftijd bij PDM-Concorde-ploeg. Voor deze ploeg reed hij een goede Ronde van Spanje.
Na twee seizoenen vertrok Beuker naar de Spaanse ploeg Caja Rural-Orbea. In deze ploeg reed hij samen met onder andere de Nederlanders Johnny Broers, Marcel Arntz en Erwin Nijboer. Voor Caja Rural-Orbea was hij knecht voor kopman en sprinter Mathieu Hermans. In zijn eerste Tour de France in 1988 moest hij uitstappen na de 15e etappe. Een jaar later werd hij 135e met 2 uur 40 minuten en 49 seconden achterstand op de nummer één van het algemeen klassement. Hij behaalde dat jaar in de afsluitende tijdrit op de Champs Elysées, die gewonnen werd door Lemond, een uitstekende negende plaats.
Na twee seizoenen Caja Rural ging Beuker in 1991 rijden voor Paternina. In 1992 sloot Beuker zijn professionele loopbaan af bij CHCS-Ciemar. Beuker keerde in 1992 terug naar Nederland. Vervolgens fietste hij enkele jaren bij de amateurs.
Thans is hij werkzaam in een rijwielhandel in Vleuten

## Belangrijkste klasseringen
1984
- 9e etappe Ronde van Bulgarije

1985
- Eindklassement Ronde van Lloret de Mar
- 2e etappe Ronde van Java
- 5e etappe Ronde van Java
- Eindklassement Ronde van Java
- Ronde van Limburg

## Resultaten in voornaamste wedstrijden
| Jaar | Ronde van Italië | Ronde van Frankrijk | Ronde van Spanje |
| ---- | ---------------- | ------------------- | ---------------- |
| 1986 |                  |                     | 96e              |
| 1987 |                  |                     | opgave           |
| 1988 |                  | opgave              | 102e             |
| 1989 |                  | 135e                | opgave           |
| 1991 |                  |                     | 111e             |

| Jaar | Milaan-San Remo | Gent-Wevelgem | Luik-Bast.‑Luik | Waalse Pijl |
| ---- | --------------- | ------------- | --------------- | ----------- |
| 1986 |                 |               | 47e             |             |
| 1987 |                 |               |                 | 40e         |
| 1988 | 98e             |               |                 |             |
| 1989 |                 | 26e           |                 |             |
| 1991 |                 |               |                 |             |

## Ploegen
- 1986 - PDM-Concorde
- 1987 - PDM-Concorde
- 1988 - Caja Rural-Orbea
- 1989 - Caja Rural-Paternina
- 1991 - Paternina Sport
- 1992 - CHCS-Ciemar